# Патрик, Лоуренс
Лоуренс Патрик (англ. Lawrence Patrick, 1920, Детройт, Мичиган — 30 апреля 2006, Хендерсонвилл, Северная Каролина) — американский исследователь и инженер, считается одним из отцов манекена для краш-тестов. В 1960—1975 гг., будучи профессором биомеханики в Университете Уэйна в Детройте, Патрик описал свою работу, сказав: «Я был человеческим манекеном для краш-тестов». Патрик позволил себе более 400 поездок на ракетных санях, сокрушительных ударов по голове и телу, а также других форм физического насилия, пытаясь собрать массу данных о том, как человеческое тело реагировало на аварию на транспорте. Один из его учеников, Гарольд Мерц, разработал Hybrid III, современный манекен для краш-тестов, являющийся мировым стандартом. Лоуренс также приложил к нагруднику маятник массой 50 фунтов (22,68 кг), чтобы проверить воздействие рулевой колонки на человека. Лоуренс умер от болезни Паркинсона 30 апреля 2006 года в возрасте 85 лет.